# Омедаська сільська рада
О́медаська, або О́медуська, сільська рада (ест. Omeda (Omedu) külanõukogu, рос. Омедаский сельский совет) — сільська рада в Естонській РСР, адміністративно-територіальна одиниця в складі повіту Тартумаа (1945—1950) та Муствееського району (1950—1954).

## Населені пункти
Сільській раді підпорядковувалися села: Омедо (Omedo (Omeda, Omedu), Казепяе (Kasepää), Нимме (Nõmme).

## Історія
13 вересня 1945 року на території волості Казепяе в Тартуському повіті утворена Омедаська сільська рада з центром у селі Омеда. Головою сільської ради обраний Карл Раудсепп (Karl Raudsepp).
26 вересня 1950 року, після скасування в Естонській РСР повітового та волосного поділу, сільська рада ввійшла до складу новоутвореного Муствееського сільського району.
17 червня 1954 року в процесі укрупнення сільських рад Естонської РСР Омедаська сільська рада ліквідована. Її територія склала південну частину Раяської сільської ради.